# مدیریت دعاوی پروژه
مدیریت دعاوی پروژه (Project Claim Management)
بسیاری از مدیران پروژه با تجربه، مبحث مدیریت دعاوی را هم ارز و هم ارزش مبحث مدیریت پروژه می‌دانند. بعضی از این مدیران حتی فراتر رفته و مدیریت پروژه واقعی را همان مدیریت دعاوی می‌دانند. هرچند از نظر بسیاری مدیریت دعاوی یک مبحث حقوقی می‌باشد، اما در این مقاله منظور از مدیریت دعاوی همان Claim Management در مبحث مدیریت پروژه می‌باشد. مدیریت دعاوی پروژه هرچند در نهایت تبدیل به یک موضوع حقوقی می‌شود اما در اصل ریشه در برنامه پروژه دارد و یک موضوع مرتبط با مهندسی و مدیریت پروژه می‌باشد.

## فرآیند مدیریت دعاوی پروژه
گام‌های فرآیند مدیریت دعاوی به شرح زیر می‌باشند:
1. مقایسه برنامه اصلی و اولیه پروژه (Plan) با برنامه واقعی پروژه (Actual)
2. ایجاد مسئله (Issue) در صورت وجود مغایرت بین Actual و Plan
3. بررسی Issue‌های ایجاد شده در جلسه حل اختلاف با حضور طرفین
4. در صورت توافق طرفین در مورد Issue، تبدیل آن به تغییر (Change) و اضافه نمودن آن به قرارداد به عنوان الحاقیه (Addendum)
5. در صورت عدم توافق طرفین در مورد Issue، تبدیل آن به دعوی (Claim) و شروع فرآیند مدیریت دعاوی
6. ترجمه Claim به هزینه با توجه به موارد زیر:
  1. هزینه مستقیم ایجاد شده توسط Claim
  2. هزینه تأخیر زمانی ایجاد شده توسط فعالیت مورد Claim
  3. هزینه تأخیر زمانی کلی ایجاد شده در طول پروژه به واسطه موضوع Claim
  4. هزینه ایجاد شده توسط فرآیند مدیریت Claim (منابع و زمان)
7. ارسال پرونده Claim همراه با مکتوبات و مستندات کافی به دفتر حقوقی پروژه

## پاد دعوی
همیشه این امکان وجود دارد که خود ما مورد Claim واقع شویم، بنابراین یک مدیر پروژه هوشمند می‌بایست همواره آمار تمامی Claim‌های پروژه را تا انتهای مرحله شش فرآیند داشته باشد اما از طرح آن‌ها تا زمانیکه بتواند از آن‌ها به عنوان Cross Claim استفاده نماید خودداری کند. Cross Claim یک روش مرسوم و متداول در مدیریت پروژه برای مقابله با Claim‌های مطرح شده می‌باشد. در نهایت کلیه Claim‌ها می بایست در انتهای پروژه و قبل از پرداخت آخرین صورت وضعیت مورد بررسی قرار گیرند.
اشتباه رایج در خصوص PMBOK

## فرآیند مدیریت دعاوی پروژه در PMBOK
در PMBOK به دلیل تفکر خطی آن و همچنین منحصر کردن موضوع Claim به مبحث ساخت، فرآیندی برای تولید Claim پیشنهاد نشده‌است اما چهار گام کلی برای فرآیند مدیریت دعاوی به شرح زیر معرفی شده‌است.
1. شناسایی Claim
2. کمیت یابی Claim
3. پیشگیری از Claim
4. تحلیل Claim

ضعف PMBOK عدم استفاده از برنامه پروژه تا مرحله سه و صرفاً اکتفا به قرارداد به عنوان منبع دعوی می‌باشد. در صورتی‌که یک برنامه درست پروژه در برگیرنده کلیه بندهای قرارداد نیز می‌باشد و استفاده از آن برای طرح دعوی عملی تر می‌باشد.

## فرآیند مدیریت دعاوی پروژه در Primavera
در برخی از ویرایش‌های نرم‌افزار پریماورا (Primavera) ابزاری به نام Claim Digger معرفی شده‌است. این ابزار به مدیران پروژه این امکان را می‌دهد که بتوانند در کمترین زمان و با بالاترین دقت کلیه Claim‌های بالقوه و ایجاد شده در پروژه را شناسایی نمایند. وجود Claim Digger در نرم‌افزار P5 باعث برتری نسبی این نرم‌افزار نسبت به ویرایش‌های دیگر پریماورا و نرم‌افزار MSP گردیده است.

## دعوی یاب
نرم‌افزار دعوی یاب یا Claim Digger ابزاریست که به وسیلهٔ آن می‌توان یک پروژه در حال انجام را با برنامه اولیه آن ویا با وضعیت پیشرفت آن در هر یک از دوره‌های گزارش‌گیری مقایسه و تغییرات را پایش (Monitor) نمود. این مقایسه بر حسب نوع نیاز می‌تواند هم در سطح پروژه و به صورت کلان و هم در سطح ریزترین بخش هر پروژه که همان فعالیت‌ها می‌باشند صورت گیرد. این برنامه گزینه‌های بسیار متنوعی را به منظور شناسایی تغییرات ایجاد شده در پروژه و فعالیت‌ها در اختیار مدیران پروژه‌ها به منظور اتخاذ تدابیر صحیح قرار می‌دهد.
که از جمله مهم‌ترین آن‌ها می‌توان به موارد زیر اشاره نمود :
1. شناسایی تغییرات زمانی پروژه و فعالیت‌ها .
2. شناسایی تغییرات در توالی انجام فعالیت‌ها .
3. شناسایی تغییرات ایجاد شده در ساختار شکست کار پروژه (WBS).
4. شناسایی تغییرات بودجه بندی پروژه.
5. شناسایی فعالیت‌های حذف یا اضافه شده به پروژه در طول کار.
6. شناسایی تغییرات مخارج و هزینه‌های منابع پروژه و فعالیت‌ها.
7. شناسایی تغییرات میزان مصرف منابع در طول پروژه.
8. شناسایی تغییرات نحوه انجام فعالیت‌ها توسط منابع تخصیص داده شده در طول پروژه.
9. شناسایی تغییرات مربوط به تاریخهای برنامه‌ریزی شده انجام پروژه و فعالیت‌ها.
10. مقایسه درصدهای پیشرفت زمانی، فیزیکی و هزینه‌ای پروژه و فعالیت‌ها.

خروجی این نرم‌افزار نیز به گونه‌ای طراحی گردیده است تا امکان ویرایش و طبقه‌بندی گزارش‌ها متنوع و سفارشی توسط کاربر را فراهم آورد.